# Arthur Jones (inventeur)
Pour les articles homonymes, voir Arthur Jones et Jones.
Arthur Jones (né le 22 août 1926 et mort le 28 août 2007 à Ocala, Floride, États-Unis), est un inventeur américain.
Inventeur des machines d'entraînement physique Nautilus et MedX (en). Il a aussi été pilote d'avions, chasseur et importateur d'animaux, et producteur de films pour la télévision entre autres. Il a été classé en 1984 dans le magazine Forbes parmi les 400 personnes les plus riches des États-Unis. Sa fortune a été alors évaluée à 125 millions de dollars US.
Il est particulièrement connu pour son implication dans le monde du culturisme des années 1970, par son avant-gardisme et son franc-parler. Il dénonçait alors ce qu'il considérait comme des dérives d'un entraînement physique productif : un trop grand temps consacré à l'entraînement au détriment de l'intensité de celui-ci; l'usage des produits anabolisants et le mensonge qu'il voyait comme omniprésent dans ce sport.

## Travaux
Films
Professional Hunter.
Wild Cargo.
Capture.
Call of the Wild.
Free to Live : Operation Elephant.
Livres
The Ultimate Development (non publié).
Exercice Book (non achevé ?).
The Lumbar Spine, the Cervical Spine and the Knee.
The Future of Exercice : 1997 and Beyond.
…And God Laughs, 2005 (autobiographie).
Bulletins
Nautilus Bulletin #1, 1970.
Nautilus Bulletin #2, 1971.
Nautilus Bulletin #3 (non achevé)
Articles publiés dans Ironman dans les années 1970
"The Upper Body Squat", juillet 1970, Volume 29 numéro 5.
"Total Omni-Directional, Direct Exercise System", septembre 1970, Volume 29 numéro 6.
"A Totally New Concept in Exercise and Equipment", novembre 1970, Volume 30 numéro 1.
"The Final Breakthrough", novembre 1970 Volume 30 numéro 1.
"Distance, Resistance, Speed: The Real Basis of Exercise", janvier 1971, Volume 30 numéro 2.
"Is Great Size Incompatible With Sharp Muscularity ?", janvier 1971, Volume 30 numéro 2.
"How Muscles Perform Work", février 1971 Volume 30 numéro 3.
"Speaking of Pump" or One Arm Problem Solved", février 1971 Volume 30 numéro 3.
"A Second Look At The Final Breakthrough", mai 1971 Volume 30 numéro 4.
"And Then The Bomb", mai 1971, Volume 30 numéro 4.
"The Next Step", juillet 1971, Volume 30 numéro 5.
"Is It Worth The Price ?", septembre 1971, Volume 30 numéro 6.
"The Time Factor In Exercise", novembre 1971, Volume 31 numéro 1.
"Size or Strength", janvier 1972 Volume 31 numéro 2.
Éditorial de mai 1972 Volume 31 numéro 4.
"In Plain English", mai 1972 Volume 31 numéro 4.
"Real Value of Exercise", septembre 1972 Volume 31 numéro 6.
"Accentuate the Negative", janvier 1973, Volume 32 numéro 2.
"The Facts Are…", mars 1973, Volume 32 numéro 3.
"One Less Bump…", mars 1973, Volume 32 numéro 3.
"The Best Kind of Exercise", mars 1973, Volume 32 numéro 4.
"The Colorado Experiment", septembre 1973, Volume 32 numéro 6.
"Five Types of Exercise: Which is Best ?", janvier 1974, Volume 33 numéro 2.
Articles publiés dans Ironman dans les années 1990
Plus d'une cinquantaine d'articles dans la colonne "My First Half Century in the Iron Game"
Autres articles
"The Metabolic Cost of Negative Work", Athletic Journal, janvier 1976.
(Plusieurs revues scientifiques ont refusé de publier des travaux proposés par Arthur Jones car il ne faisait pas officiellement partie de la communauté scientifique)